# پروتسل
پروتسل (به آلمانی: Prötzel) یک شهر در آلمان است که در مرکیش-اودرلند واقع شده‌است. پروتسل ۱٬۱۹۶ نفر جمعیت دارد.